# Карлос Муньйос (чилійський футболіст, 1989)
Карлос Муньйос Рохас (ісп. Carlos Muñoz Rojas, нар. 21 квітня 1989, Вальпараїсо) — чилійський футболіст, нападник еміратського клубу «Баніяс».
Виступав, зокрема, за клуби «Сантьяго Вондерерз» та «Коло-Коло», а також національну збірну Чилі.

## Клубна кар'єра
У дорослому футболі дебютував 2006 року виступами за команду клубу «Сантьяго Вондерерз», в якій провів п'ять з половиною сезонів, взявши участь у 94 матчах чемпіонату. 
Своєю грою за цю команду привернув увагу представників тренерського штабу клубу «Коло-Коло», до складу якого приєднався 2011 року. Відіграв за команду із Сантьяго наступні два з половиною сезони своєї ігрової кар'єри. Більшість часу, проведеного у складі «Коло-Коло», був основним гравцем атакувальної ланки команди. У складі «Коло-Коло» був одним з головних бомбардирів команди, маючи середню результативність на рівні 0,48 голу за гру першості.
До складу «Баніяса» приєднався 2013 року. Відтоді встиг відіграти за еміратську команду 15 матчів в національному чемпіонаті, в яких 12 разів відзначався забитими голами.

## Виступи за збірну
2011 року дебютував в офіційних матчах у складі національної збірної Чилі. Наразі провів у формі головної команди країни 10 матчів, забивши 2 голи.
У складі збірної був учасником розіграшу Кубка Америки 2011 року в Аргентині.